# ヴァフタング4世
ヴァフタング4世（グルジア語: ვახტანგ IV、グルジア語ラテン翻字: Vakhtang IV、1413年頃 – 1446年12月）は、バグラティオニ朝ジョージア王国の王（在位期間1442年–1446年）。

## 生涯
ヴァフタングはジョージア王アレクサンドレ1世の長男であり、母親はシュニク公ベシケン2世オルベリアニの娘ドゥランドゥフティであった。ヴァフタングは1433年、父アレクサンドレによって弟たちとともに副王に任命された。1442年に父アレクサンドレが退位すると、ヴァフタングは王位を継承し、弟のディミトリとギオルギを副王の座に残した。ヴァフタングの統治は、貴族間の競争と王国の全般的な不安定さによって脅かされた。18世紀の歴史学者ヴァフシティ・バグラティオニによると、ヴァフタングは黒羊朝のジャハーン・シャーによるトルクメンのジョージア侵攻にも直面した。ヴァフタングはジョージア南部アハルツィヘにてジャハーン・シャーと接触。激しい戦いとなったが、撃退に成功した。ジャハーン・シャーはその夜に戦場を離れ、タブリーズへと帰還した。
ヴァフタングは1442年にザザ・パナスケルテル＝ツィツィシヴィリの娘シティハトゥニと結婚。シティハトゥニとは子供なく1444年に死別。ヴァフタングは1446年12月に死去し、タオ＝クラルジェティのバナ大聖堂に、シティハトゥニとともに埋葬された。ヴァフタングの後継は弟のディミトリとギオルギが争うことになったが、これはジョージアの支配権をめぐる激しく長い戦いの始まりとなり、最終的にジョージア王国の分裂という結果になった。